# La Plata partido
La Plata egy partido (körzet) Argentínában a Buenos Aires tartományban. A fővárosa La Plata.

## Települések
| - Abasto - City Bell - El Peligro - Joaquín Gorina - Lisandro Olmos | - La Plata - Los Hornos - Manuel B. Gonnet - Melchor Romero - Ringuelet | - Tolosa - Villa Elvira - Villa Elisa |